# Exocentrus rufolateralis
Exocentrus rufolateralis là một loài bọ cánh cứng trong họ Cerambycidae.